# جيمس روس ماكدونالد
جيمس روس ماكدونالد (بالإنجليزية: James Ross MacDonald) (و. 1923 – م) هو فيزيائي، ومهندس من الولايات المتحدة الأمريكية . ولد في سافانا (جورجيا) . وهو عضواً في جمعية مهندسي الكهرباء والإلكترونيات، والأكاديمية الوطنية للعلوم، والأكاديمية الوطنية للهندسة .

## التعليم
تعلم في كلية ويليامز

## جوائز
حصل على جوائز منها:
- وسام إديسون (1988).